# Robert Allan, Baron Allan of Kilmahew
Robert Alexander Allan, Baron Allan of Kilmahew DSO,  OBE (* 11. Juli 1914; † 4. April 1979) war ein britischer Politiker der Conservative Party.

## Leben
Allan wurde als jüngerer Sohn von Claud A. Allan und dessen Ehefrau Adeline Allan geboren. Er besuchte die Harrow School; dort war er Rothschild-Stipendiat (Rothschild Scholar). Er studierte am Clare College der Universität Cambridge und an der Yale University. Im Mai 1939 trat er in die Royal Naval Volunteer Reserve ein. Während des Zweiten Weltkriegs diente er von August 1939 bis Kriegsende 1945 als Offizier in der Royal Naval Volunteer Reserve.
Er wurde 1943 Kommandeur der Ehrenlegion und erhielt ebenfalls 1943 das Croix de guerre. In der jährlichen New Year’s Honours-Liste wurde er 1944 zum Officer des Order of the British Empire ernannt. 1944 wurde er mit dem Distinguished Service Order, dem britischen Verdienstorden, ausgezeichnet. Insgesamt fünfmal wurde er in Kriegsberichten lobend erwähnt und erhielt die Auszeichnung Mentioned in Despatches.
Ende der 1940er Jahre begann seine politische Karriere. Er war von 1948 bis 1951 Vorsitzender (President) der Scottish Junior Unionists, Er trat für die Conservative Party bei den Britischen Unterhauswahlen 1945 für den Wahlkreis Dunbartonshire und bei den Britischen Unterhauswahlen 1950 und der Nachwahl 1950 für den Wahlkreis West Dunbartonshire an; beide Kandidaturen waren erfolglos. Von Oktober 1951 bis März 1966 war Allan für die Conservative Party dann Mitglied des House of Commons für den Wahlkreis Paddington South.
Im Britischen Unterhaus war er Assistent Whip der Conservative Party (1953–1955). Er war von 1955 bis 1958 Parlamentarischer Staatssekretär (Parliamentary Private Secretary; PPS) im  Prime Minister’s Office. Von Januar 1958 bis Januar 1959 war er Parlamentarischer Finanz-Staatssekretär bei der Britischen Admiralität (Parliamentary and Financial Secretary to the Admiralty). Von 1959 bis 1960 war er Parlamentarischer Unter-Staatssekretär (Parliamentary Under-Secretary) im Britischen Außenministerium. 
Er war Schatzmeister (Treasurer) der Conservative and Unionist Party Organization (1960–1965) und Vorsitzender (Chairman) des Conservative Central Board of Finance (1961–1966).
Er gehörte von 1971 bis 1976 als „Governor“ dem Verwaltungsgremium der British Broadcasting Corporation (BBC). Er war weiters Governor der Harrow School (seit 1968) sowie Treuhänder und Vorsitzender (Trustee and Chairman) der Lord Mayor Treloar Schools. Er war außerdem Vorsitzender (Chairman) des Verlagshauses Ladybird Books, Direktor (Director) der Verlage Pearson/Longman und Longman/Penguin und Vorsitzender (Chairman) des London Board der Bank of Scotland.
Am 16. Juli 1973 wurde Allan zum Life Peer ernannt und wurde Mitglied des House of Lords; er trug den Titel Baron Allan of Kilmahew, of Cardross in the County of Dunbartonshire. Seine Antrittsrede hielt er am 19. März 1975 zum Thema Portogebühren für Bücher und Zeitschriften im Postwesen. Am 17. März 1976 meldete er sich dort in der Debatte USSR and Exchange of Prisoners letztmals zu Wort.
Allan war seit 1947 mit Maureen Stuart-Clark, der Tochter von Harold Stuart-Clark, verheiratet. Die Familie seiner Ehefrau lebte in Singapur. Aus der Ehe gingen ein Sohn und eine Tochter hervor. Sein Sohn Sir Alex Allan, ein früherer Beamter im Öffentlichen Dienst, war Vorsitzender (Chairman) des Joint Intelligence Committee.